# Her Twelve Men
Her Twelve Men é um filme de comédia dramática estadunidense de 1954, dirigido por Robert Z. Leonard e estrelado por Greer Garson e Robert Ryan.

## Elenco
- Greer Garson ...Jan Stewart
- Robert Ryan ...Joe Hargrave
- Barry Sullivan ...Richard Y. Oliver, Sr.
- Richard Haydn ...Dr. Avord Barrett
- Barbara Lawrence ...Barbara Dunning
- James Arness ...Ralph Munsey
- Rex Thompson ...Homer Curtis
- Tim Considine ...Richard Y. Oliver, Jr.
- David Stollery ...Jeff Carlin
- Frances Bergen ...Sylvia Carlin
- Ian Wolfe ...Roger Frane
- Donald MacDonald ...Bobby Lennox
- Dale Hartleben ...Kevin Ellison Clark III
- Ivan Triesault ...Erik Haldeman

## Recepção
Craig Butler, do allmovie, escreveu "Richard Haydn faz o que sempre fez, mas Tim Considine é muito bom como um dos jovens pupilos de Garson. A produção, incluindo a cinematografia de Joseph Ruttenberg, é impressionante".